# Castelldefels
Castelldefels es un municipio de la provincia española de Barcelona, en la comunidad autónoma de Cataluña. Perteneciente a la comarca del Bajo Llobregat, tiene una población de 69 450 habitantes (INE 2024). Originalmente formado por una serie de masías dispersas, a mediados del siglo XX Castelldefels se convirtió en lugar de veraneo de muchos barceloneses.

## Etimología
Las primeras menciones de la ciudad se realizan con el nombre de Castrum Felix. El nombre actual de la población deriva de su forma latina, Castello de Feles o Castelo de Feles.
El nombre del lugar puede aparecer referido como Castelldefels, Casteldefels o Castelldeféls.

## Geografía
Los barrios que componen Castelldefels son los siguientes: Baixador, Bellamar, Camí Ral, Can Bou, Can Roca, Can Vinader, Els Canyars, El Castell - Poble Vell, Centre, Les Botigues, Granvia Mar, Lluminetes, Mar-i-sol, Montemar, Muntanyeta, La Pineda, El Poal, Vista Alegre y la Zona Universitaria. El barrio de Vista Alegre se creó en el año 1959, por el administrador de fincas Recaredo Gandol Pinsach, que utilizó una masía como despacho.

### Clima
Temperaturas medias
- Primavera: 18 °C
- Verano: 26 °C
- Otoño: 20 °C
- Invierno: 10 º

Temperatura media del agua del mar:
- Min. en febrero: 12,7 °C
- Max. en julio: 25,7 °C

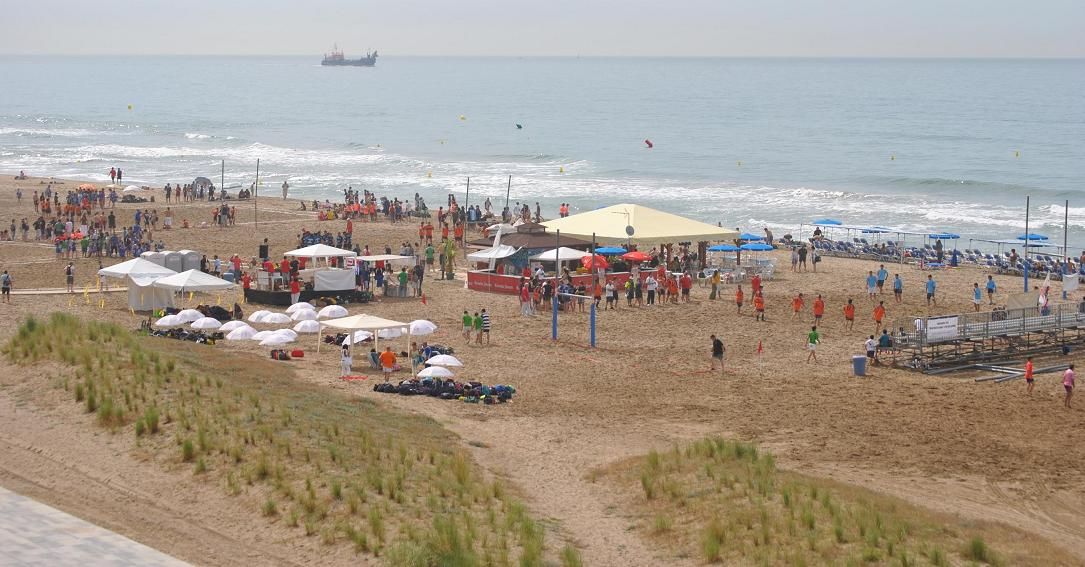
Playa de Castelldefels

- Temperatura media anual: 18,6 °C

## Historia

### Prehistoria y antigüedad
Castelldefels no cuenta, de momento, con restos muy antiguos de presencia humana, pero sí en sus cercanías. En agosto de 2005 se recuperaron herramientas de piedra del Paleolítico inferior en el parque de Vallparadís (Tarrasa, Barcelona) de un millón de años de antigüedad aproximadamente. Un hallazgo más cercano es la mandíbula de la Cova del Gegant (Sitges) que tiene entre 100 000 y 40 000 años, recuperada en 1952, pero no identificada como perteneciente al Homo neanderthalensis hasta 2001.
Lo que sí se ha encontrado son restos de fauna pleistocénica. Dos son los yacimientos importantes: conocida desde tiempo inmemorial es la Cova Fumada, situada en el límite entre Castelldefels y Les Botigues, cavidad explorada por su propietario al inicio de los años 1960, donde se han encontrado restos animales y se ha podido confirmar que había sido habitada diversas veces por grupos humanos desde el Paleolítico Medio (100000-30000 a. C.). El otro yacimiento es la Cova del Rinoceront de la pedrera de Ca n'Aymerich, que se encuentra en estudio desde octubre de 2002, a pesar de que ya había sido identificada a finales del siglo xix. Aquí se han recuperado importantes restos de fauna de hace 500 000 años (rinocerontes, felinos, cérvidos, tortugas) y dos fragmentos de sílex que, de confirmarse, situarían la presencia humana en Castelldefels alrededor de los 100 000 años de antigüedad.
También se han encontrado en Castelldefels restos de la Edad del Bronce (2000-800 a. C.). Se tiene constancia de la presencia de un grupo humano que vivió cerca del actual Can Baixeres.
Con el desarrollo de la cultura ibérica, nos encontramos diferentes asentamientos a lugares estratégicos como son la Muntanyeta y las colinas del Castillo, de Cal Tiesso, de la Torre Barona y de la Serra d'en Llopart. Las excavaciones realizadas entre 1989-1995 en la colina del Castillo muestran dos etapas de construcciones ibéricas entre los siglos iii y ii a. C., a pesar de que se han encontrado cerámicas que indicarían la ocupación desde el siglo IV, coincidiendo con la datación del poblado ibérico de la colina del Calamot (Gavá). Este poblado posiblemente controlaba una pequeña rada situada al pie de la colina. Los ocupantes de estos asentamientos eran íberos layetanos, establecidos desde el Maresme hasta una parte del Bajo Llobregat.
Con la llegada de los romanos, el poblado ibérico fue transformado en una villa romana, dedicada a la explotación agraria con el cultivo predominante de la viña. El vino producido se envasaba en ánforas, que podían ser producidos en los hornos de Gavá o San Baudilio de Llobregat. Conocemos el nombre de uno de sus propietarios por una inscripción que se conserva en la capilla del castillo, Gaius Trocina Synecdemus, y el de su mujer, Valeria Haliné.
La línea de costa estaba cerca de lo que hoy es la avenida Constitución (carretera simbolizada como C-245 de Barcelona a Santa Creu de Calafell) y constituía un puerto natural muy adecuado para las naves romanas que se dedicaban al comercio. Es muy probable la existencia de este puerto comercial entre los términos de Gavá y Castelldefels ya desde el siglo IV a. C. por lo que se ha encontrado bajo la tierra, como mínimo nueve yacimientos: gran cantidad de ánforas, lingotes de plomo, anclas, tejas y barcos.
La actividad de este puerto decayó desde el siglo II d. C. y así continuó hasta la caída del Imperio romano en el siglo V d. C. La causa pueden ser que las nuevas tierras aportadas por el Llobregat dificultaran la navegación o la crisis del estado romano que llevó a una ruralización de la economía y la sociedad. Esta tendencia última llevó al abandono de las villas en el Bajo Llobregat y el retorno a las cuevas.

### Edad Media
Hay un vacío importante de información directa hasta el siglo X, disponiendo apenas de datos generales. En 415 el rey visigodo Ataúlfo pasó los Pirineos y se estableció en Barcelona, pero su hermano Walia probó primero establecerse en África (416) y después (418) firmó un tratado con Roma por el que ponía sus tropas al servicio del Imperio a cambio del reconocimiento de la posesión de tierras en Aquitania, constituyéndose el reino visigodo de Tolosa (418-507). Pero este reino fue deshecho por los francos dirigidos por su rey Clodoveo, que obligaron a los visigodos a retirarse hacia la Península. Fue entonces cuando Barcelona se convirtió en capital del reino visigodo (511-517 y 531-549), antes de su establecimiento definitivo en Toledo (hacia 554-711).
El estado visigótico tenía importantes deficiencias, debilidad aumentada por las luchas internas, una economía poco estructurada que no permitía disponer de un ejército poderoso ni una administración permanente. Las ciudades continuaron su proceso de estancamiento o de retroceso, la red comercial romana perdió la actividad de siglos pasados, los caminos se volvieron inseguros y la costa peligrosa.
La población del territorio de Arampruñá (Eramprunyà) vivió de espalda al mar durante toda la Edad Media. La población de esta región sufrió un importante descalabro con el empeoramiento del nivel de vida y el incremento de la inseguridad, pero se mantuvo la presencia humana en el territorio como se desprende de los yacimientos más bien conocidos: Santa María de Sales (Viladecans), Santa María de Castelldefels y San Pedro de Gavà.
Poco después de que los musulmanes atravesaran el estrecho de Gibraltar (711), llegaron a tierras catalanas (713-714) y, unos años después, controlaron definitivamente Barcelona (717-718). Su control sobre el territorio que aquí nos interesa no llegó a la centuria, pero nos ha llegado su huella en la toponimia: Garraf, Almafar (nombre del actual San Clemente de Llobregat), Alcalá (nombre de San Baudilio de Llobregat entre los siglos vii y xii), Calamot (en Gavá), Jafre (en Sitges), Rafaguera (en Castelldefels) y, posiblemente, Begas. En esta última población, también se ha encontrado un tesorillo de dirhems cordobeses en la cueva de Can Sadurní. El territorio estaba controlado, posiblemente, desde San Baudilio (Alcalá = castillo), donde habría una guarnición que controlaba el estratégico paso del río Llobregat.
Después de la conquista de Barcelona en 801 por los francos, el río Llobregat y el macizo del Garraf eran dos puntos estratégicos en la defensa de la ciudad, y de aquí surge el actual núcleo de población que hoy se conoce por Castelldefels. Al principio, se organizó el control de los principales colinas del macizo del Garraf-Ordal con unas sencillas torres de madera que servían para vigilar las frecuentes y peligrosas incursiones de los musulmanes.
Hacia finales del siglo IX, durante el gobierno de Wifredo el Velloso o quizás ya en el de su hijo el conde Wifredo II, uno de sus hombres o vicarios de la frontera, posiblemente un tal Félix, con el fin de consolidar el dominio efectivo del futuro Castelldefels, erigió el primitivo castillo, el castrum Felix (origen del nombre de la ciudad, que trataremos más adelante). Esto se deduce de que, cuando ya tenemos los primeros documentos conservados sobre Castelldefels, desde 966, este territorio aparece bastante poblado, se habla ya de la iglesia de Santa María de Castelldefels y las tierras están cultivadas, con viña sobre todo, por muchos campesinos, sobre quienes en ningún momento se habla de la primera ocupación de tierras (aprisón). También tenemos noticias anteriores a 966 de fortificación de lugares más avanzados en la frontera con los musulmanes que Castelldefels, por ejemplo, hacia 929 en la fortaleza de Olèrdola. Para que esto fuese así, es necesario tener fortificado y bien asegurado los territorios inmediatos, es decir la parte oriental del macizo del Garraf donde encontramos Eramprunyà y Castelldefels. El primer castillo que se menciona al sur del río Llobregat es el de Cervelló, documentado a partir de 904, que controlaba el acceso al paso del Ordal. El castillo de Eramprunyà es mencionado en 957.
Antes de 966, en el territorio dentro del término de Eramprunyà, el conde Miró de Barcelona donó las tierras bajas del delta del Llobregat no muy pobladas y amenazadas por los musulmanes para la fundación de un monasterio en Castelldefels, conocido como el monasterio de Santa María, con posesiones en Gavá y Viladecans. En 972 recibió tierras en la Sentiu, y también recibió tierras y posesiones de particulares en Begas, San Baudilio y El Prat de Llobregat. Así quedó controlada desde Castelldefels la organización eclesiástica del territorio con domus (iglesias con comunidad) dedicadas a Santa María (de Castelldefels), San Miguel (de la Sentiu o quizás del Eramprunyà), San Pedro (de Gavá?), San Juan (de Viladecans?), San Cristóbal (de Begas), San Pablo (del Prat?) y San Clemente (de Sant Climent). Pero las razias de Almanzor acabaron con la prosperidad de este monasterio, quedando reducido a Castelldefels y a su iglesia de Santa María. Hacia 985, el conde Borrell II de Barcelona parece que lo agregó al monasterio de Sant Cugat, un poderoso monasterio benedictino de Cataluña. Castelldefels quedaba libre de la autoridad del señor feudal de Eramprunyà al ser propiedad de un señor eclesiástico tan poderoso.
Mientras el núcleo de población se consolidaba, hacia 1176-1178, el abad de Sant Cugat decidió enfeudar sus posesiones en Castelldefels cediendo su dominio a la familia Tició de Gavà a cambio del pago de unas cantidades. A esta le sucedieron los Relat de Guimerà, que desde 1323 comenzaron a tener problemas con la familia Marc (o March), propietaria del castillo de Eramprunyà, decididos a unificar sus anteriores posesiones. En 1427 Gispert Relat cedió sus derechos en Castelldefels a Lluís Marc.
En esta época, siglos xiv y xv, ante la amenaza de la piratería musulmana y genovesa, se inició la construcción de un sistema visual de prevención. Se construyen la torre Barona, que junto con la de Sant Salvador dels Arenys en el actual barrio de Bellamar, el Castillo de Eramprunyà y otras edificaciones distribuidas por la comarca, daban aviso encendiendo hogueras. De esta época también son los restos más antiguos de la actual fortificación al lado de la iglesia de Santa María, que más adelante daría lugar al castillo de Castelldefels, símbolo de la ciudad.
Un tema aparte es el nombre de la localidad, que tiene origen con la Reconquista cristiana. Tenemos testimonios del nombre utilizado para denominar a Castelldefels durante la época medieval, pero los nombres que aparecen en los diferentes documentos experimentaban mucha variabilidad dado que es trata de topónimos de transmisión oral que el eclesiástico o notario de turno trataba de reflejar en latín. Y así nos encontramos con: Kastrum Felix (año 967), Castello de Feles (970), Castrum de Feles (970), Castrum quod dicitur Felix (987), Chastello de Fels (1024), Castro de Fels (1254), Castro Fidelium (1254), Castel de Felchs (1316) i Castell de Felchs (1393). Posiblemente el nombre proviene del nombre de persona Félix, quien sería el primero que aprisionó y fortificó el lugar, bajo la autoridad del condado de Barcelona. El nombre de Félix, en la Edad Media, fue utilizado popularmente como Feles (Fels en Cataluña).
| Núm.                     | Nombre                                           | Inicio              | Fin                 | Observaciones |
| Familia Tició            | Familia Tició                                    | Familia Tició       | Familia Tició       | Familia Tició |
| ------------------------ | ------------------------------------------------ | ------------------- | ------------------- | --- |
| 1.                       | Tició                                            | 1176-1178           | después 1185        | Feudatario del monasterio de Sant Cugat. También conocido como Tició de Feixa o Tició de Gavà. |
| 2.                       | Guillem Tició                                    | después 1185        |                     | Hijo del anterior. En 1216, junto a su mujer Peronella, adquirió La Roca de Gavà. |
| 3.                       | Berenguer Tició                                  |                     | 1223-1234           | Hijo del anterior y hermano de Antic Tició, señor de la Roca de Gavà. |
| 4.                       | Berenguer Gerart                                 | 1223-1234           | ?                   | No era de los Tició, a quienes fue secuestrado el feudo |
| 5.                       | Ferrer Garí, llamado Tició                       | mencionado 1286     |                     | Nieto de Berenguer Tició |
| 6.                       | Ferrer Tició, llamado Garí                       | mencionado 1293     |                     | Hijo del anterior |
| 7.                       | María                                            |                     | 1340                | Viuda del anterior, vende el feudo |
| Familia Relat de Guimerà |                                                  |                     |                     | |
| 8.                       | Berenguer de Relat (Bernat Berenguer de Relat)   | 1340                | testamento 1390     | Consejero del rey Pedro IV |
| 9.                       | Isabel de Relat (Elisabet de Relat)              | 1390?               | testamento 1394     | Hija del anterior y casada con Gispert de Guimerà, llamado Relat (muerto el 2 de marzo de 1409), señor de Ciutadilla, de quien Isabel recibió en dote del matrimonio el castillo de Ciutadilla (15 de agosto de 1372). |
| 10.                      | Bernat de Relat (Bernat de Guimerà i de Relat)   | 1394                | 24 de junio de 1410 | Hijo del anterior. Reclamó el castillo de Ciutadilla (18 de enero de 1410) tras la muerte de su padre, que era pretendido por su hermanastro Guerau de Guimerà. |
| 11.                      | Gispert de Relat (Gispert de Guimerà i de Relat) | 24 de junio de 1410 | 1427                | Hijo del anterior, bajo la tutela de su madre Violant de Valls (muerta antes del 18 de febrero de 1411) y después Manuel de Rajadell. Vendió el feudo de Castelldefels (1427) a la familia Marc (March), señores de Eramprunyà, tras una sentencia real. En 1434 obtuvo el reconocimiento de sus derechos sobre Ciutadilla. |

### Edad Contemporánea
Hasta el siglo XX no tuvo una auténtica estructura urbana. Con el desarrollo económico de la ciudad de Barcelona y la popularización del automóvil, Castelldefels se convirtió en lugar de veraneo de muchos barceloneses a mediados de los años 1950. En 1957 había más de 40 urbanizaciones en construcción.

## Demografía
Castelldefels cuenta con una población de 69 450 habitantes (INE 2024).
| Gráfica de evolución demográfica de Castelldefels entre 1842 y 2021                                                 |
| |
| Población de derecho según los censos de población del INE Población de hecho según los censos de población del INE |

## Administración y política

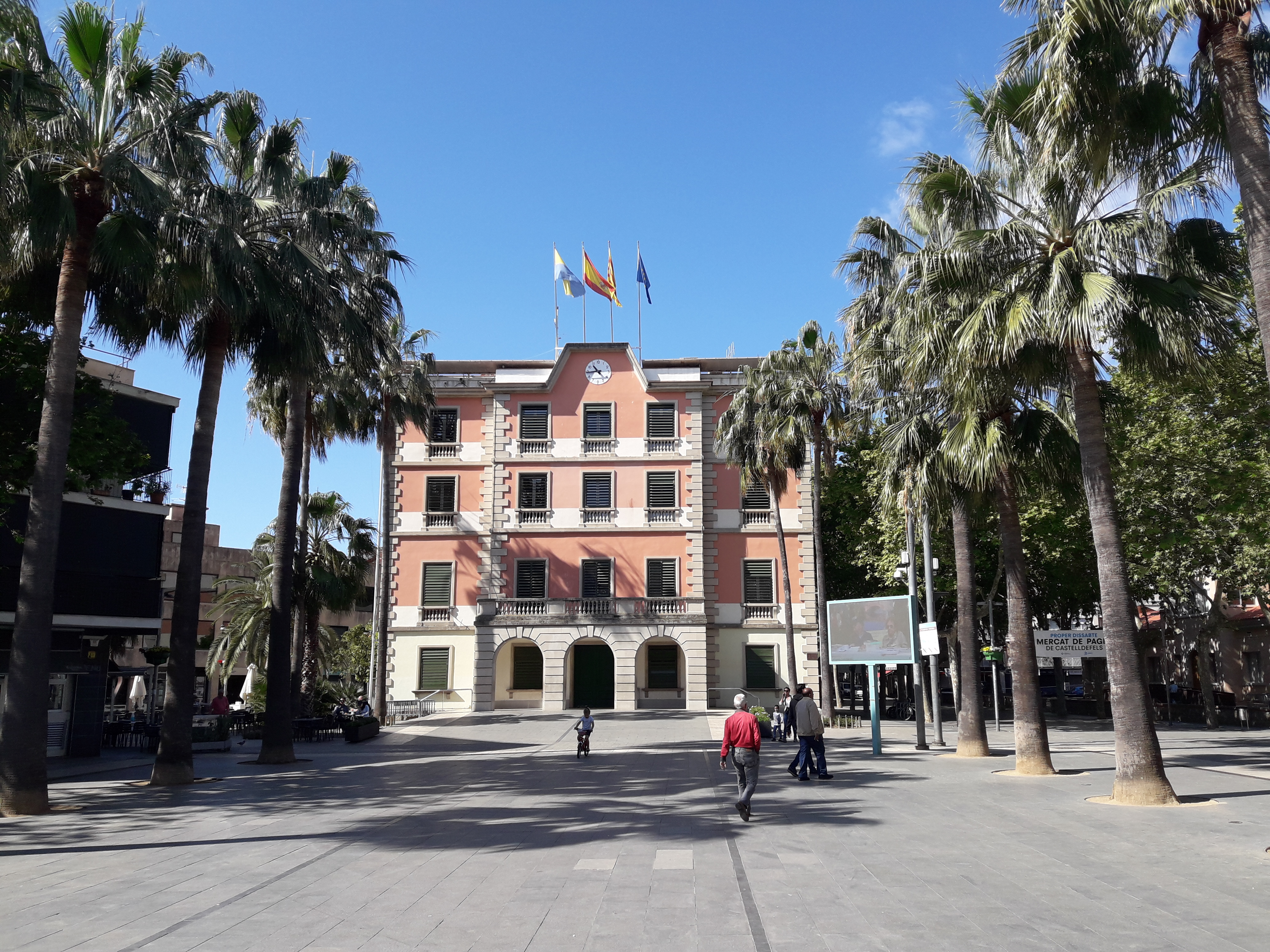
Ayuntamiento de Castelldefels

Los municipios tienen el ayuntamiento como la institución local que tiene por función el gobierno y la administración local de los intereses de sus vecinos. Las personas que lo conforman tienen carácter electivo.
| Periodo   | Nombre                            | Partido | Partido                                    |
| --------- | --------------------------------- | ------- | ------------------------------------------ |
| 1979-2002 | Agustín Marina Pérez              |         | Partit dels Socialistes de Catalunya (PSC) |
| 2002-2009 | Antonio Padilla Reche             |         | Partit dels Socialistes de Catalunya (PSC) |
| 2009-2009 | Pedro Sanz Sánchez (en funciones) |         | Partit dels Socialistes de Catalunya (PSC) |
| 2009-2011 | Joan Sau i Pagès                  |         | Partit dels Socialistes de Catalunya (PSC) |
| 2011-2015 | Manuel Reyes López                |         | Partit Popular de Catalunya (PP)           |
| 2015-2017 | Candela López Tagliafico          |         | Iniciativa per Catalunya Verds (ICV)       |
| 2017-2023 | María Asunción Miranda Cuervas    |         | Partit dels Socialistes de Catalunya (PSC) |
| 2023-act. | Manuel Reyes López                |         | Partit Popular de Catalunya (PP)           |

| Partido político                                                   | 2023  | 2023   | 2023       | 2019  | 2019  | 2019       | 2015  | 2015  | 2015       | 2011  | 2011  | 2011       | 2007  | 2007  | 2007       |
| Partido político                                                   | %     | Votos  | Concejales | %     | Votos | Concejales | %     | Votos | Concejales | %     | Votos | Concejales | %     | Votos | Concejales |
| Partit Popular de Catalunya (PP)                                   | 42,11 | 10 587 | 12         | 29,28 | 7904  | 8          | 27,24 | 6499  | 8          | 26,59 | 5400  | 8          | 19,41 | 3469  | 5          |
| Partit dels Socialistes de Catalunya (PSC)                         | 15,19 | 3820   | 4          | 20,11 | 5430  | 6          | 15,93 | 3799  | 4          | 25,18 | 5114  | 7          | 29,90 | 5344  | 9          |
| Som Castelldefels                                                  | 10,79 | 2714   | 3          | —     | —     | —          | —     | —     | —          | —     | —     | —          | —     | —     | —          |
| En Comú Podem (ECP)-Iniciativa per Catalunya Verds (ICV)           | 10,62 | 2670   | 3          | 16,04 | 4330  | 4          | 15,68 | 3740  | 4          | 9,89  | 2009  | 3          | 10,52 | 1880  | 3          |
| Esquerra Republicana de Catalunya (ERC)                            | 8,21  | 2066   | 2          | 15,89 | 4290  | 4          | 10,40 | 2480  | 3          | 3,62  | 736   | 0          | 6,17  | 1103  | 1          |
| Junts per Catalunya (JxC)-Convergència i Unió (CiU)                | 5,02  | 1262   | 1          | 5,64  | 1525  | 1          | 8,63  | 2058  | 2          | 17,11 | 3474  | 5          | 15,15 | 2707  | 4          |
| Ciutadans (CS)                                                     | 0,49  | 124    | 0          | 6,58  | 1777  | 2          | 8,94  | 2132  | 2          | 3,01  | 612   | 0          | 6,54  | 1169  | 1          |
| Castelldefels Sì Pot (CSPOT)                                       | —     | —      | —          | —     | —     | —          | 7,87  | 1878  | 2          | —     | —     | —          | —     | —     | —          |
| Associació de Veïnes i Veïns Independents de Castelldefels (AVVIC) | —     | —      | —          | —     | —     | —          | 3,55  | 848   | 0          | 6,64  | 1348  | 2          | 9,21  | 1646  | 2          |

## Servicios

### Educación

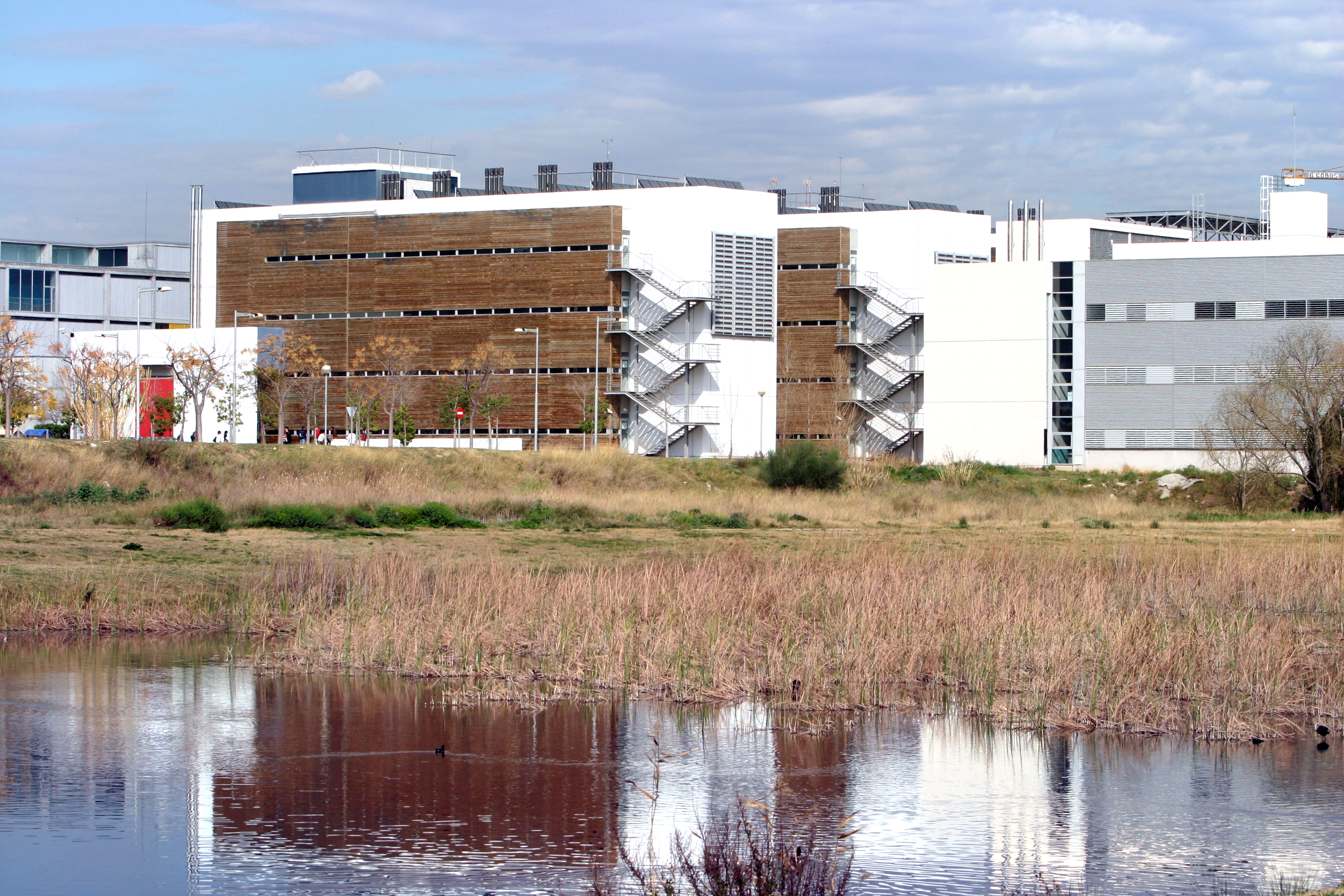
Escuela de Ingeniería de Telecomunicaciones y Aeroespacial

Centros universitarios y de investigación
Universidades y Centros de investigación de la Universidad Politécnica de Cataluña en Castelldefels:
- Escuela de Ingeniería de Telecomunicaciones y Aeroespacial
- Escuela Superior de Agricultura de Barcelona
- Parque Mediterráneo de la Tecnología

### Comunicaciones

#### Carretera
Se puede acceder a Castelldefels a través de las siguientes vías: autopista C-32, autovía C-31 y la C-245

#### Ferrocarril

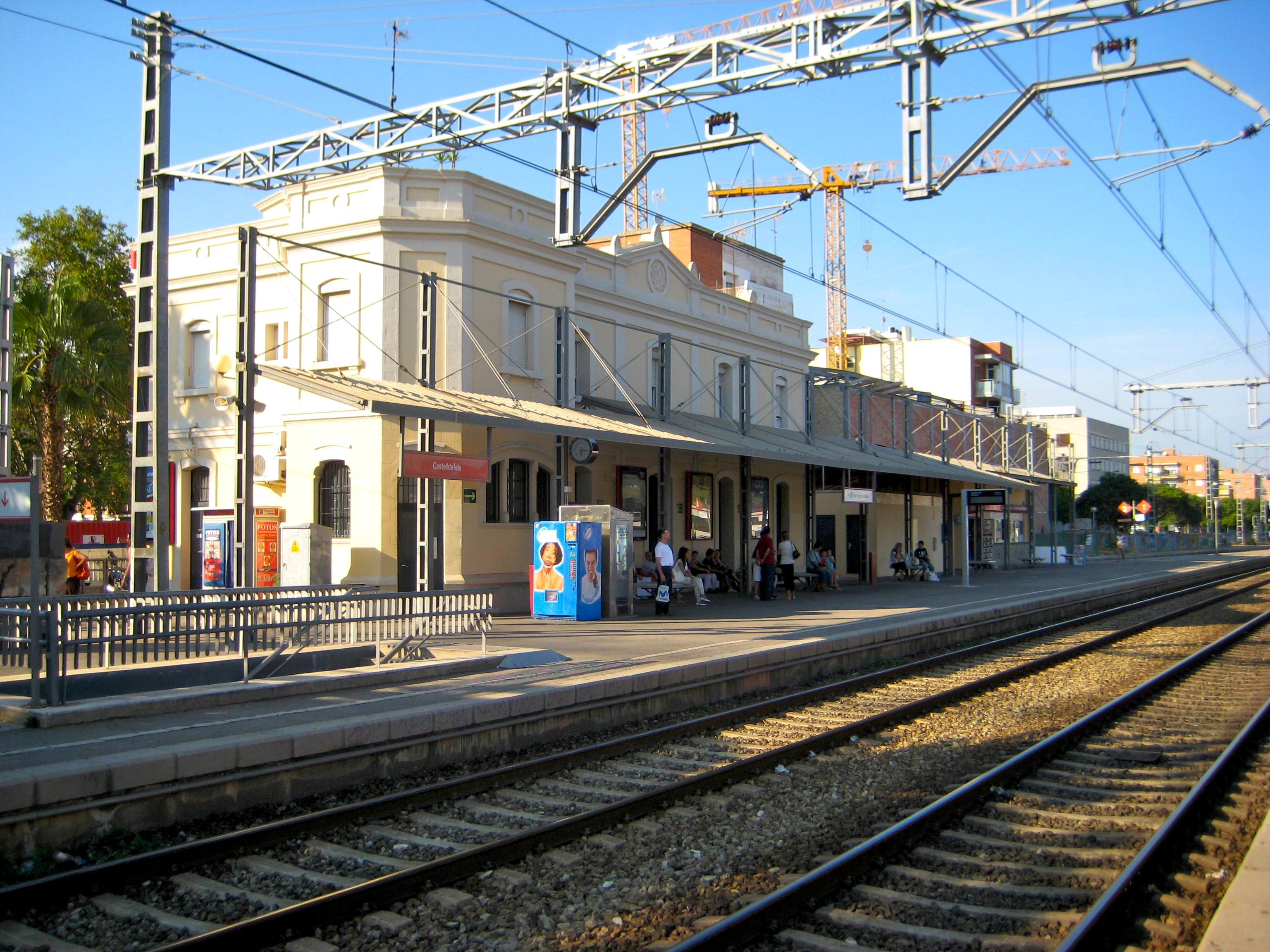
Estación de Castelldefels

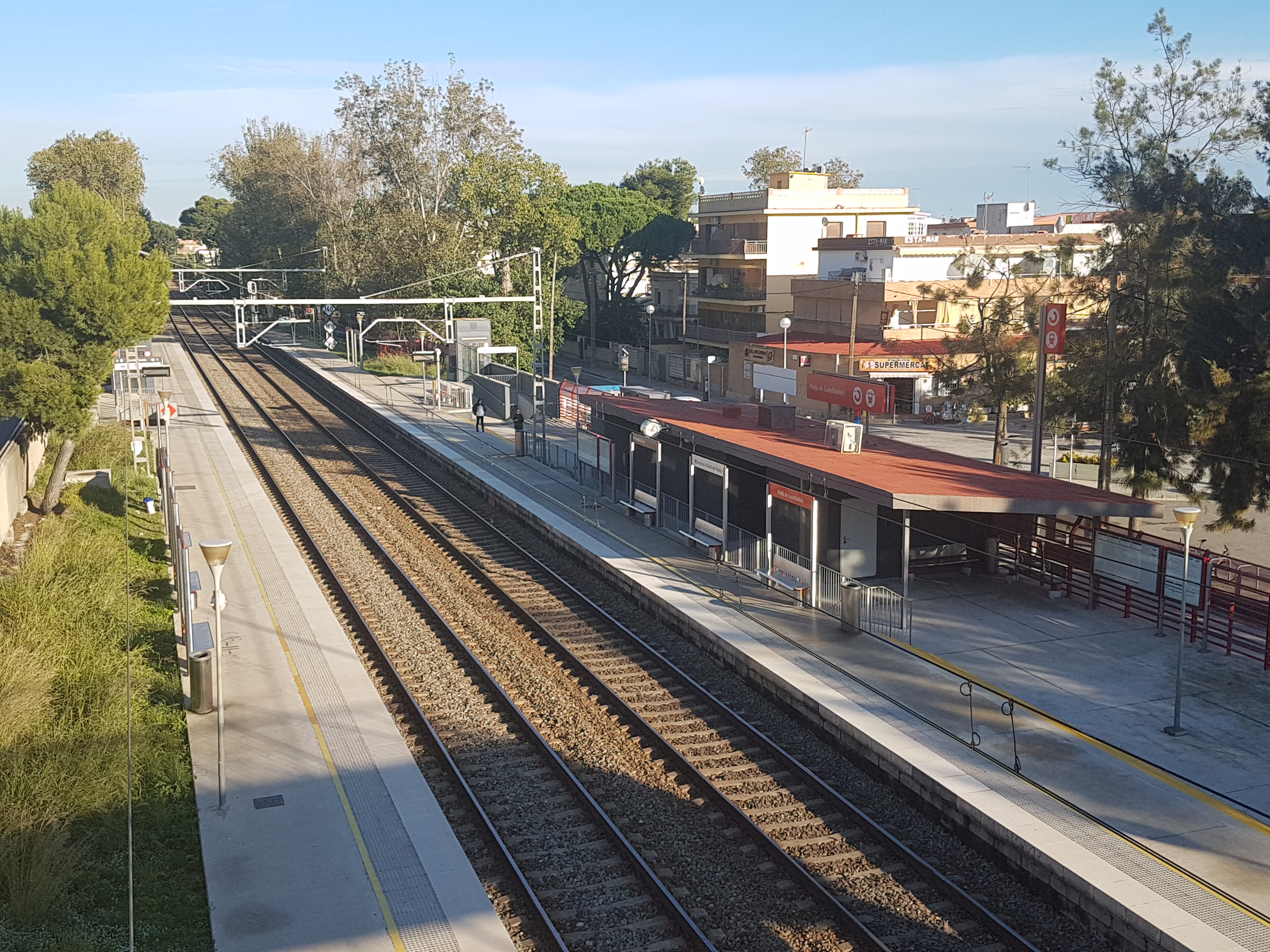
Castelldefels Playa

Atraviesa el municipio la línea 2 de Cercanías con dos estaciones: Castelldefels y Castelldefels Playa.

#### Autobús
Hay ocho líneas de autobús que circulan por Castelldefels
- L94: Castelldefels (El Poal) - Barcelona (Esta no pasa por el centro del pueblo)
- L95: Castelldefels (El Poal) - Barcelona
- X95: EXPRESS Castelldefels - Barcelona
- L96: Castelldefels - San Baudilio de Llobregat
- L97: Castelldefels (Bellamar) - Barcelona
- X97: EXPRESS Castelldefels - Barcelona
- L99: Castelldefels - Aeropuerto
- CF1: Castelldefels (Can Roca) - Carles Riba (El Poal)
- CF2: Castelldefels (Agustina de Aragón) - Les Botigues de Sitges (paseo marítimo)

#### Taxi
Hay varias compañías de taxi del área metropolitana de Barcelona (AMB) que operan en Castelldefels
 
- Taxis Castelldefels
- Aerotaxifels

## Monumentos y lugares de interés

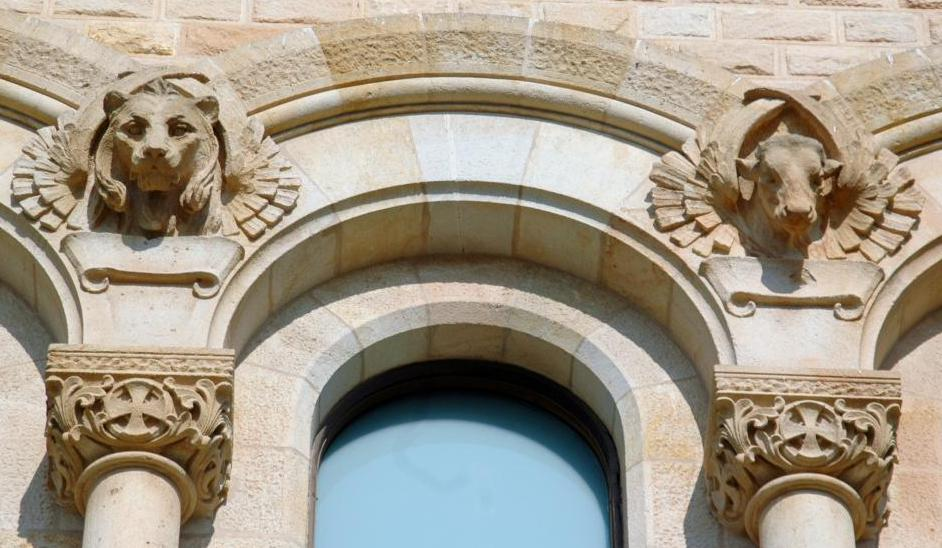
Iglesia de Santa María

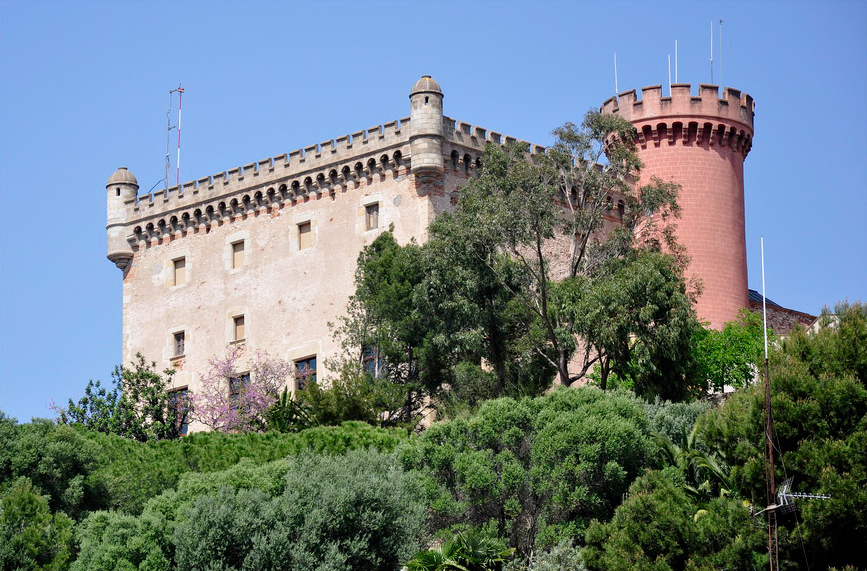
Castillo

- Castillo: situado en una colina, fue construido en el siglo X. La forma definitiva del castillo se construyó en el siglo XVIII. En la actualidad sirve como sala de exposiciones.
- Canal olímpico: construido para la celebración de las competiciones de velocidad en aguas tranquilas durante los Juegos Olímpicos de 1992. En la actualidad se pueden realizar diversos deportes.
- Escuela de Ingeniería de Telecomunicación y Aeroespacial de Castelldefels (EETAC): Ofrece las titulaciones universitarias de Grado en Ingeniería de Sistemas de Telecomunicación, Grado en Ingeniería Telemática, Grado en Ingeniería de Sistemas Aeroespaciales (Aeronáutica) con las menciones en Aeronavegación y Aeropuertos, Doble Grado en Ingeniería de Sistemas Aeroespaciales e Ingeniería de Sistemas de Telecomunicación, máster Oficial en Telecomunicación y máster Oficial en Ingeniería Aeroespacial. Pertenece a la Universidad Politécnica de Cataluña.
- Escuela Superior de Agrónomos de Barcelona (ESAB): Pertenece a la Universidad Politécnica de Cataluña.
- Playas: más de cinco kilómetros de longitud.
- Zonas de escalada: Penya Ginesta, Roca Negra, Dona Morta, entre otras.
- Iglesia de Santa María (plaza) Es una iglesia situada en el centro de Castelldefels, el arquitecto Enric Sagnier se hizo cargo de las obras de la nueva iglesia, que empezaron en 1903. Es una iglesia de planta de cruz latina y tres ábsides. En el interior de la iglesia, podemos ver las pinturas murales del pintor Serrasanta.
- Campo municipal Els Canyars : Es el campo municipal de la UE Castelldefels, el municipal está fundado desde el año 1948 y década de los 50: nacimiento, dificultades y desarrollo. Está situado en la calle de la Iglesia, 121. En el municipal els cañars caben un máximo de 2500 espectadores.
- Campo de fútbol de Vista alegre: Es el campo de fútbol del club de fútbol Vista alegre.
- Campo de Hockey Hierba Vía Férrea: Es el campo de Hockey Hierba del Castelldefels Hockey Club.

## Ciudades hermanadas
- La Habana Vieja, Cuba
- Lormont, Francia